# Tchet (rivière)
Pour les articles homonymes, voir Tchet.
Le Tchet (en russe : Четь) est une rivière de Russie qui coule dans l'oblast de Tomsk et le krai de Krasnoïarsk. C'est un affluent de la Kiia en rive droite, donc un sous-affluent de l'Ob par le Tchoulym.

## Géographie
Le Tchet conflue avec la Kiia moins de 20 kilomètres en amont du confluent de cette dernière avec le Tchoulym.
Le Tchet gèle à partir de la fin du mois d'octobre ou du début de novembre, et ce jusqu'à la seconde quinzaine d'avril, voire début mai.

## Hydrométrie - Les débits mensuels à Kontorka
À l'inverse de la Kiia, le Tchet n'est pas un cours d'eau très abondant. Le débit de la rivière a été observé pendant 32 ans (1961-2000) à Kontorka, localité située à 153 kilomètres de la confluence avec la Kiia. 
À Kontorka, le débit inter annuel moyen ou module observé sur cette période était de 47,2 m3/s pour une surface de drainage de plus ou moins 11 500 km2, soit environ 80 % de la totalité du bassin versant de la rivière qui en fait 14 300. La lame d'eau d'écoulement annuel dans le bassin se montait de ce fait à 129,5 millimètres, ce qui peut être considéré comme relativement médiocre dans le cadre du bassin du Tchoulym et surtout comparé au débit de la Kiia.
Le débit moyen mensuel observé en mars (minimum d'étiage) est de 14,4 m3/s, soit seulement 5,5 % du débit moyen du mois de mai (262 m3/s), ce qui souligne l'amplitude élevée des variations saisonnières. Sur la durée d'observation de 32 ans, le débit mensuel minimal a été de 8,7 m3/s en mars 1967, tandis que le débit mensuel maximal s'élevait à 578 m3/s en mai 1973. Un débit mensuel inférieur à 9,0 m3/s est exceptionnel. 
En ne considérant que les mois estivaux, c'est-à-dire libres de glaces (de mai à octobre), le débit mensuel minimal observé a été de 13,2 m3/s en septembre 1965, ce qui restait encore assez appréciable comparé au débit inter annuel moyen de la rivière. 